# Saison 2023 de la WTT
Navigation
WTT 2022 WTT 2024
La troisième saison de la World Table Tennis a eu lieu en 2023. La saison débute en janvier avec le WTT Contender Durban.
Sont détaillés dans cet article les tournois labellisés WTT series qui rassemblent les meilleurs joueurs de tennis de table au monde et les tournois Feeder series.

## Organisation
Durant la saison les tournois sont divisés en quatre catégories - Contender, Star Contender, Champions et Grand Smash - dans lesquels différents nombres de points de classement mondial peuvent être gagnés. La saison se termine par les finales de la WTT où seuls les seize meilleurs joueurs au classement sont invités.
La saison 2023 a comme point d'orgue les championnats du monde organisés à Durban en mai.

## Tournois WTT series
| N° | Tournoi | Tournoi                           | Lieu                  | Date          | Vainqueurs Messieurs | Vainqueurs Messieurs                 | Vainqueurs Dames | Vainqueurs Dames                     | Vainqueurs Mixte              | Dotation    | [ 1 ]  |
| N° | Tournoi | Tournoi                           | Lieu                  | Date          | Simple               | Double                               | Simple           | Double                               | Vainqueurs Mixte              | Dotation    | [ 1 ]  |
| -- | ------- | --------------------------------- | --------------------- | ------------- | -------------------- | ------------------------------------ | ---------------- | ------------------------------------ | ----------------------------- | ----------- | ------ |
| 1  |         | WTT Contender Durban (de)         | Durban                | 10.1.–15.1.   | Hugo Calderano       | Lin Shidong Chen Yuanyu              | Qian Tianyi      | Zhang Rui Kuai Man                   | Lin Shidong Kuai Man          | $ 75.000    | [ 2 ]  |
| 2  |         | WTT Contender Doha (de)           | Doha                  | 15.1.–21.1.   | Hugo Calderano       | Zhou Kai Yu Ziyang                   | Fan Siqi         | Kuai Man Zhang Rui                   | Lin Shidong Kuai Man          | $ 75.000    | [ 3 ]  |
| 3  |         | WTT Contender Amman (de)          | Amman                 | 6.2.–12.2.    | Lin Shidong          | Liu Yebo Xu Yingbin                  | Mima Ito         | Cheng I-ching Li Yu-jhun             | Lin Shidong Kuai Man          | $ 75.000    | [ 4 ]  |
| 4  |         | WTT Star Contender Goa (de)       | Mapusa                | 27.2.–5.3.    | Liang Jingkun        | An Jae-hyun Cho Seung-min            | Wang Yidi        | Miyu Nagasaki Miwa Harimoto          | Jang Woo-jin Jeon Ji-hee      | $ 250.000   | [ 5 ]  |
| 5  |         | Singapore Smash (de)              | Singapour             | 7.3.–19.3.    | Fan Zhendong         | Fan Zhendong Wang Chuqin             | Sun Yingsha      | Sun Yingsha Wang Manyu               | Wang Chuqin Sun Yingsha       | $ 2.000.000 | [ 6 ]  |
| 6  |         | WTT Champions Xinxiang (de)       | Xinxiang              | 9.4.–15.4.    | Fan Zhendong         | –                                    | Sun Yingsha      | –                                    | –                             | $ 800.000   | [ 7 ]  |
| 7  |         | WTT Champions Macao (de)          | Macao                 | 17.4.–23.4.   | Wang Chuqin          | –                                    | Wang Manyu       | –                                    | –                             | $ 800.000   | [ 8 ]  |
| 8  |         | WTT Star Contender Bangkok (de)   | Bangkok               | 23.4.–29.4.   | Lin Gaoyuan          | Lin Gaoyuan Lin Shidong              | Chen Xingtong    | Chen Xingtong Kuai Man               | Lin Gaoyuan Chen Xingtong     | $ 250.000   | [ 9 ]  |
| –  |         | Championnats du monde individuel  | Durban                | 20.5.–28.5.   | Fan Zhendong         | Fan Zhendong Wang Chuqin             | Sun Yingsha      | Chen Meng Wang Yidi                  | Wang Chuqin Sun Yingsha       | –           |        |
| 9  |         | WTT Contender Lagos (de)          | Lagos                 | 12.6.–18.6.   | Zhou Qihao           | Lim Jong-hoon Jang Woo-jin           | Shin Yu-bin      | Shin Yu-bin Jeon Ji-hee              | Xiang Peng Liu Weishan        | $ 75.000    | [ 10 ] |
| 10 |         | WTT Contender Tunis (de)          | Tunis                 | 20.6.–25.6.   | Anton Källberg       | Jang Woo-jin Park Gang-hyeon         | Miwa Harimoto    | Sutirtha Mukherjee Ayhika Mukherjee  | Lin Yun-ju Chen Szu-yu        | $ 75.000    | [ 11 ] |
| 11 |         | WTT Contender Zagreb (de)         | Zagreb                | 26.6.–2.7.    | Lin Gaoyuan          | Lin Shidong Yuan Licen               | Miu Hirano       | Shin Yu-bin Jeon Ji-hee              | Wang Chuqin Sun Yingsha       | $ 75.000    | [ 12 ] |
| 12 |         | WTT Star Contender Ljubljana (de) | Ljubljana             | 3.7.–9.7.     | Fan Zhendong         | Lin Shidong Xiang Peng               | Sun Yingsha      | Wang Yidi Kuai Man                   | Wang Chuqin Sun Yingsha       | $ 250.000   | [ 13 ] |
| 13 |         | WTT Contender Lima (de)           | Lima                  | 31.7.–6.8.    | Marcos Freitas       | Mizuki Oikawa Sora Matsushima        | Shin Yu-bin      | Shin Yu-bin Jeon Ji-hee              | Álvaro Robles Maria Xiao      | $ 75.000    | [ 14 ] |
| 14 |         | WTT Contender Rio de Janeiro (de) | Rio de Janeiro        | 7.8.–13.8.    | Mattias Falck        | Lim Jong-hoon An Jae-hyun            | Hina Hayata      | Shin Yu-bin Jeon Ji-hee              | Lim Jong-hoon Shin Yu-bin     | $ 75.000    | [ 15 ] |
| 15 |         | WTT Contender Almaty (de)         | Almaty                | 29.8.–3.9.    | Lin Yun-ju           | Lin Shidong Xu Yingbin               | Kuai Man         | Chen Yi Kuai Man                     | Cho Dae-seong Joo Cheon-hui   | $ 75.000    | [ 16 ] |
| 16 |         | WTT Star Contender Lanzhou (de)   | Lanzhou               | 2.10.–8.10.   | Wang Chuqin          | Alexis Lebrun Félix Lebrun           | Sun Yingsha      | Chen Meng Wang Manyu                 | Lin Shidong Kuai Man          | $ 250.000   | [ 17 ] |
| 17 |         | WTT Contender Muscat (de)         | Mascate               | 8.10.–14.10.  | Hugo Calderano       | Patrick Franziska Dimitrij Ovtcharov | Hina Hayata      | Ng Wing Lam Zhu Chengzhu             | Lin Yun-ju Chen Szu-yu        | $ 75.000    | [ 18 ] |
| 18 |         | WTT Contender Antalya (de)        | Antalya               | 16.10.–22.10. | Félix Lebrun         | Lim Jong-hoon An Jae-hyun            | Hina Hayata      | Orawan Paranang Suthasini Sawettabut | Tomokazu Harimoto Hina Hayata | $ 75.000    | [ 19 ] |
| 19 |         | WTT Champions Francfort           | Francfort-sur-le-Main | 29.10.–5.11.  | Lin Yun-ju           | –                                    | Wang Yidi        | –                                    | –                             | $ 500.000   | [ 20 ] |
| 20 |         | WTT Contender Taiyuan (de)        | Taiyuan               | 7.11.–12.11.  | Liang Jingkun        | Lin Shidong Lin Gaoyuan              | Wang Manyu       | Chen Xingtong Qian Tianyi            | Lin Shidong Kuai Man          | $ 75.000    | [ 21 ] |
| –  |         | Coupe du monde par équipes mixte  | Chengdu               | 4.12.–10.12.  | Chine                | Chine                                | Chine            | Chine                                | Chine                         |             |        |
| 21 |         | WTT Finals Nagoya (de)            | Nagoya                | 15.12.–17.12. | –                    | –                                    | Sun Yingsha      | Sun Yingsha Wang Manyu               | –                             | $ 340.000   | [ 22 ] |
| 22 |         | WTT Finals Doha (de)              | Doha                  | 3.1.–5.1.2024 | Wang Chuqin          | Xiang Peng Yuan Licen                | –                | –                                    | –                             | $ 340.000   | [ 23 ] |

## Tournois Feeder series
| N° | Tournoi | Tournoi                      | Lieu                       | Date          | Vainqueurs Messieurs | Vainqueurs Messieurs             | Vainqueurs Dames | Vainqueurs Dames                   | Vainqueurs Mixte                 | Dotation | [ 1 ]  |
| N° | Tournoi | Tournoi                      | Lieu                       | Date          | Simple               | Double                           | Simple           | Double                             | Vainqueurs Mixte                 | Dotation | [ 1 ]  |
| -- | ------- | ---------------------------- | -------------------------- | ------------- | -------------------- | -------------------------------- | ---------------- | ---------------------------------- | -------------------------------- | -------- | ------ |
| 1  |         | WTT Feeder Doha              | Qatar Doha                 | 22.1–26.1     | Xu Yingbin           | Xiang Peng Yuan Licen            | He Zhuojia       | Qian Tianyi Shi Xunyao             | Lin Shidong Kuai Man             | $ 20.000 | [ 24 ] |
| 2  |         | WTT Feeder Amman             | Jordanie Amman             | 1.2.–4.2.     | Cao Wei              | Lin Shidong Chen Yuanyu          | Kuai Man         | Qin Yuxuan Han Feier               | Lin Shidong Kuai Man             | $ 20.000 | [ 25 ] |
| 3  |         | WTT Feeder Düsseldorf        | Allemagne Düsseldorf       | 14.2.–17.2.   | Cedric Meissner      | Cao Wei Sai Linwei               | Annett Kaufmann  | Huang Yi-Hua Huang Yu-Jie          | Cedric Meissner Yuan Wan         | $ 20.000 | [ 26 ] |
| 4  |         | WTT Feeder Düsseldorf II     | Allemagne Düsseldorf       | 21.2.–24.2.   | Yuta Tanaka          | Liang Guodong Niu Guankai        | Qin Yuxuan       | Chantal Mantz Yuan Wan             | Park Ganghyeon Kim Nayeong       | $ 20.000 | [ 27 ] |
| 5  |         | WTT Feeder Antalya           | Turquie Antalya            | 27.5.–1.6.    | Andreas Levenko      | Pang Yew En Koen Quek Izaac      | Miwa Harimoto    | Miwa Harimoto Minami Ando          | Chew Zhe Yu Clarence Zeng Jian   | $ 20.000 | [ 28 ] |
| 6  |         | WTT Feeder Havirov           | Tchéquie Havirov           | 27.7–30.7     | An Jae-hyun          | Niu Guankai Sai Linwei           | Xia Lian Ni      | Yang Huijing Shi Xunyao            | Lubomir Pistej Tatiana Kukulkova | $ 20.000 | [ 29 ] |
| 7  |         | WTT Feeder Olomouc           | Tchéquie Olomouc           | 22.8–27.8     | Anders Lind          | Zhou Kai Xue Fei                 | Chen Yi          | Chen Yi Qi Fei                     | Zhou Kai He Zhuojia              | $ 20.000 | [ 30 ] |
| 8  |         | WTT Feeder Panagyurishte     | Bulgarie Panagyurishte     | 29.8–3.9      | Simon Gauzy          | Antoine Hachard Anders Lind      | He Zhuojia       | He Zhuojia Han Feier               | Zhou Kai He Zhuojia              | $ 40.000 | [ 31 ] |
| 9  |         | WTT Feeder Bangkok           | Thaïlande Bangkok          | 4.9.–9.9.     | Maharu Yoshimura     | Chen Junsong Zhu Jiaqi           | Sakura Mori      | Fan Shuhan Qin Yuxuan              | Huang Youzheng Qin Yuxuan        | $ 20.000 | [ 32 ] |
| 10 |         | WTT Feeder Stockholm         | Suède Stockholm            | 2.10–7.10     | Truls Möregårdh      | Truls Möregårdh Anton Källberg   | Sakura Mori      | Sarah De Nutte Xia Lian Ni         | Mattias Falck Linda Bergström    | $ 20.000 | [ 33 ] |
| 11 |         | WTT Feeder Doha II           | Qatar Doha                 | 17.10–19.10   | Jonathan Groth       | Cedric Nuytinck Jakub Dyjas      | Zeng Jian        | Christina Källberg Linda Bergström | Yiu Kwan To Ng Wing Lam          | $ 20.000 | [ 34 ] |
| 12 |         | WTT Feeder Otocec            | Slovénie Otocec            | 30.10–5.11    | Kirill Gerassimenko  | Xue Fei Cao Wei                  | Shi Xunyao       | María Xiao Adina Diaconu           | Liu Dingshuo Liu Weishan         | $ 20.000 | [ 35 ] |
| 13 |         | WTT Feeder Vila Nova de Gaia | Portugal Vila Nova de Gaia | 22.11–25.11   | Steffen Mengel       | Emmanuel Lebesson An Jae-hyun    | Shi Xunyao       | Wu Yangchen Qi Fei                 | He Zhuojia Zhou Kai              | $ 20.000 | [ 36 ] |
| 14 |         | WTT Feeder Düsseldorf III    | Allemagne Düsseldorf       | 27.11–1.12    | Steffen Mengel       | Cedric Meissner Ricardo Walther  | He Zhuojia       | He Zhuojia Wang Tianyi             | He Zhuojia Zhou Kai              | $ 20.000 | [ 37 ] |
| 15 |         | WTT Feeder Biella            | Italie Biella              | 12.12.–17.12. | Benedikt Duda        | Florian Bourrassaud Esteban Dorr | María Xiao       | Asuka Sasao Misuzu Takeya          | Ľubomír Pištej Barbora Balazova  | $ 20.000 | [ 38 ] |